# アリナミンファーマテック
アリナミンファーマテック株式会社（英: Alinamin Pharma Tech Co., Ltd.）は、一般用医薬品の製造を行う日本の企業。アリナミン製薬の子会社である。

## 会社概要
1980年（昭和55年）3月、武田薬品工業株式会社の一般用医薬品事業部門として、京都府福知山市長田野町に福知山武田株式会社として設立。その後、1994年（平成6年）1月に社名を武田ヘルスケア株式会社へ変更。
2017年（平成29年）4月、日本国内での武田薬品工業のコンシューマーヘルスケア事業の分社化により、武田コンシューマーヘルスケアの子会社となる。その後、2021年4月にアリナミンファーマテックに社名を変更した。

## 沿革
- 1980年（昭和55年）3月5日 - 武田薬品工業の一般用医薬品事業部門、福知山武田株式会社として設立。
- 1984年（昭和59年）2月 - 便秘薬「タケダ漢方便秘薬」、胃腸薬「タケダ漢方胃腸薬A末 <分包>」、「タケダ漢方胃腸薬A錠」、「タケダ鎮痛鎮痙胃腸薬」、婦人用漢方薬「ルビーナ」、漢方製剤「ロックミンゴールド」の生産を開始。
- 1985年（昭和60年）9月 - 総合胃腸薬「タケダ胃腸薬21」の生産を開始。
- 1987年（昭和62年） - 総合感冒薬「ベンザエースD顆粒」、香砂平胃散加芍薬「新タケダ漢方胃腸薬末」、「新タケダ漢方胃腸薬錠」の生産を開始。
- 1989年（平成元年） - ビタミンC製剤「ハイシーL」の生産を開始。
- 1990年（平成2年） - 滋養強壮保健薬「フローミンエース」、のど薬「ベンザエーストローチ」、ビタミンC製剤「タケダビタミンC錠」の生産を開始。
- 1994年（平成6年）1月1日 - 社名を武田ヘルスケア株式会社に変更。
- 1995年（平成7年） - ビタミンB2B6製剤「ハイシーBメイト」、胃腸薬「タケダ漢方胃腸薬K末」、「タケダ漢方胃腸薬K末」の生産を開始。
- 1996年（平成8年） - 胃腸薬「タケダ胃腸薬 ザッツ錠」、ビタミンC製剤「ハイシー1000」、「ハイシープラス」の生産を開始。
- 1997年（平成9年） - ビタミンC製剤「ビタミンC「タケダ」」、ビタミンE・C製剤「ハイシーピゼア」の生産を開始。
- 1998年（平成10年） - 生薬・DSS配合便秘薬「クリア」の生産を開始。
- 1999年（平成11年） - 胃腸薬「タケダ胃腸薬 ザッツ21」、のど薬「ベンザブロックトローチ」の生産を開始。
- 2001年（平成13年） - ビタミンE・C製剤「ハイシーEクラス」の生産を開始。
- 2002年（平成14年） - ビタミンC製剤「ハイシーホワイト2」の生産を開始。
- 2003年（平成15年） - ビタミンB1製剤「アクテージAN錠」、ビタミンB2B6製剤「ハイシーBメイト2」の生産を開始。
- 2004年（平成16年） - 新工場を竣工。総合ビタミン剤「パンビタンハイ」、風邪薬「ベンザブロックSカプレット・錠」、「ベンザブロックLカプレット・錠」の生産を開始。
- 2005年（平成17年） - ビタミンB1誘導体製剤「アリナミンA」、ビタミンB1B6B12製剤「アリナミンEX PLUS」、風邪薬「ベンザブロックIPカプレット・錠」の生産を開始。
- 2007年（平成19年） - ビタミンB1製剤「アクテージSN錠」の生産を開始。
- 2017年（平成29年）4月1日 - 株式譲渡に伴い、武田コンシューマーヘルスケア株式会社の子会社となる[2]。
- 2021年（令和3年）3月31日 - 武田薬品工業が所有する武田コンシューマーヘルスケアの全株式をブラックストーン・グループとその関連企業が運用するプライベート・エクイティ・ファンドで買収目的会社のOscar A-Co株式会社へ譲渡したことに伴い[3]、社名をアリナミンファーマテック株式会社に変更[4]。

## 事業所一覧
- 本社
  - 〒620-0853 - 京都府福知山市長田野町二丁目21番地
- 工場
  - 〒620-0853 - 京都府福知山市長田野町二丁目21番地（本社内）

## 取扱商品

### ビタミン剤
- パンビタンハイ
- フローミンエース
- アリナミンA
- アリナミンA50
- ハイシーL
- ハイシープラス
- ハイシーホワイト2
- ハイシーBメイト2
- アクテージAN錠
- アクテージSN錠
- ビタミンC「タケダ」

### 風邪薬・鎮咳去痰薬
- ベンザブロックS
- ベンザブロックS錠
- ベンザブロックL
- ベンザブロックL錠
- ベンザブロックIP
- ベンザブロックIP錠
- ベンザエースA
- ベンザエースA錠
- ベンザブロックトローチ

### 便秘薬
- タケダ漢方便秘薬
- クリア

### 胃腸薬
- タケダ胃腸薬 ザッツ錠
- タケダ胃腸薬 ザッツ21
- タケダ漢方胃腸薬A錠
- タケダ漢方胃腸薬A末 <分包>
- タケダ漢方胃腸薬K錠
- タケダ漢方胃腸薬K末

### 漢方製剤
- ルビーナ
- ロックミンゴールド

### 過去の取り扱い商品
- アリナミンA5
- ルージーS
- ルージーSジュニア
- タケダビタミンC錠
- ハイシーBメイト
- ハイシーピゼア
- ベンザエースD顆粒
- ベンザエーストローチ
- タケダ胃腸薬21
- 新タケダ漢方胃腸薬錠
- 新タケダ漢方胃腸薬末
- タケダ鎮痛鎮痙胃腸薬

### 補足
- 2009年5月31日まで生産を終了し、当社から武田薬品工業へ移管されている。